# Dvorje, Cerklje na Gorenjskem
Dvorje so naselje v Občini Cerklje na Gorenjskem. Ležijo tik ob gozdu, ki se vzpenja na Štefanjo goro. Po vasi se imenuje Dvorjanski hrib.